# Larry Burton
Larry Burton (eigentlich Lawrence Godfrey Burton; * 15. Dezember 1951 in Hampton, Virginia) ist ein ehemaliger US-amerikanischer Sprinter und American-Football-Spieler.
Bei den Olympischen Spielen 1972 in München wurde er Vierter über 200 m.
Über dieselbe Distanz wurde er 1972 für die Purdue University startend NCAA-Meister.
Nach seiner Leichtathletik-Karriere spielte er in der National Football League von 1975 bis 1977 für die New Orleans Saints und von 1978 bis 1979 für die San Diego Chargers als Wide Receiver.
Sein Enkel Trey Burton spielt als Tight End in der NFL und gewann mit den Philadelphia Eagles den Super Bowl LII.

## Persönliche Bestzeiten
- 100 Yards: 9,3 s, 4. Mai 1974, Champaign
- 100 m: 10,2 s, 14. September 1972, Aarhus
- 200 m: 20,37 s, 4. September 1972, München (handgestoppt: 20,2 s, 2. Mai 1972, Lafayette)